# Rostov Veliki

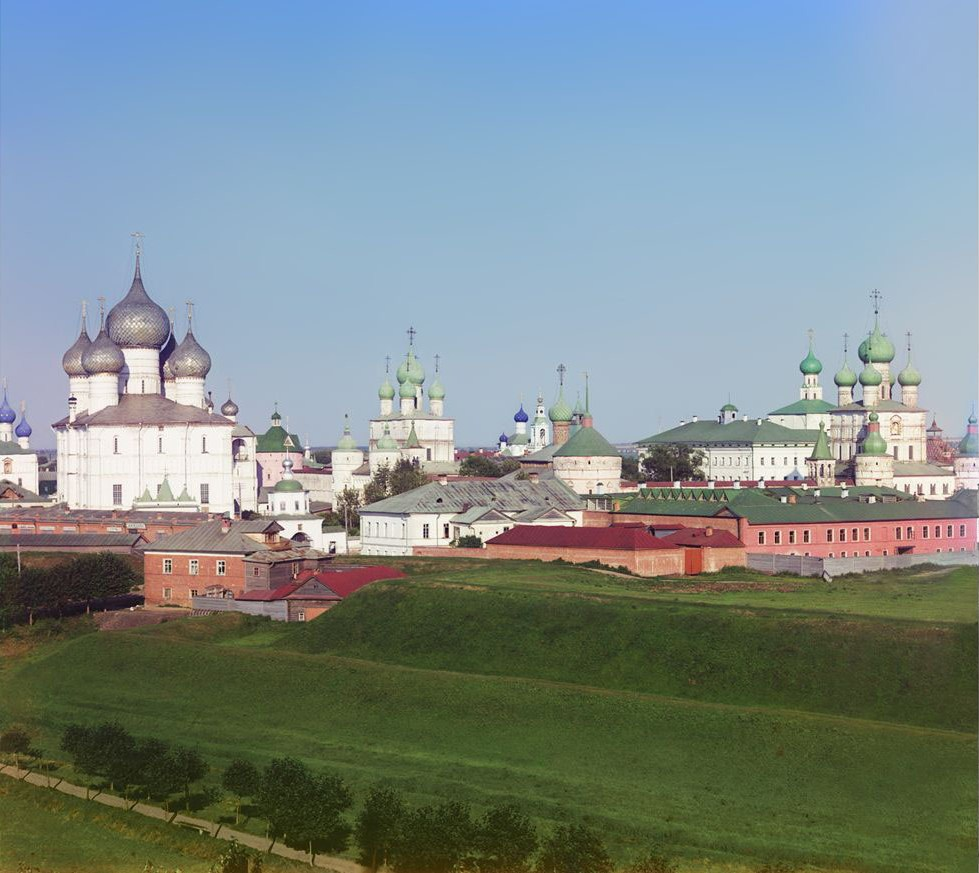
Kremlin van Rostov. Kleurenfoto genomen rond 1911 (Prokoedin-Gorski)

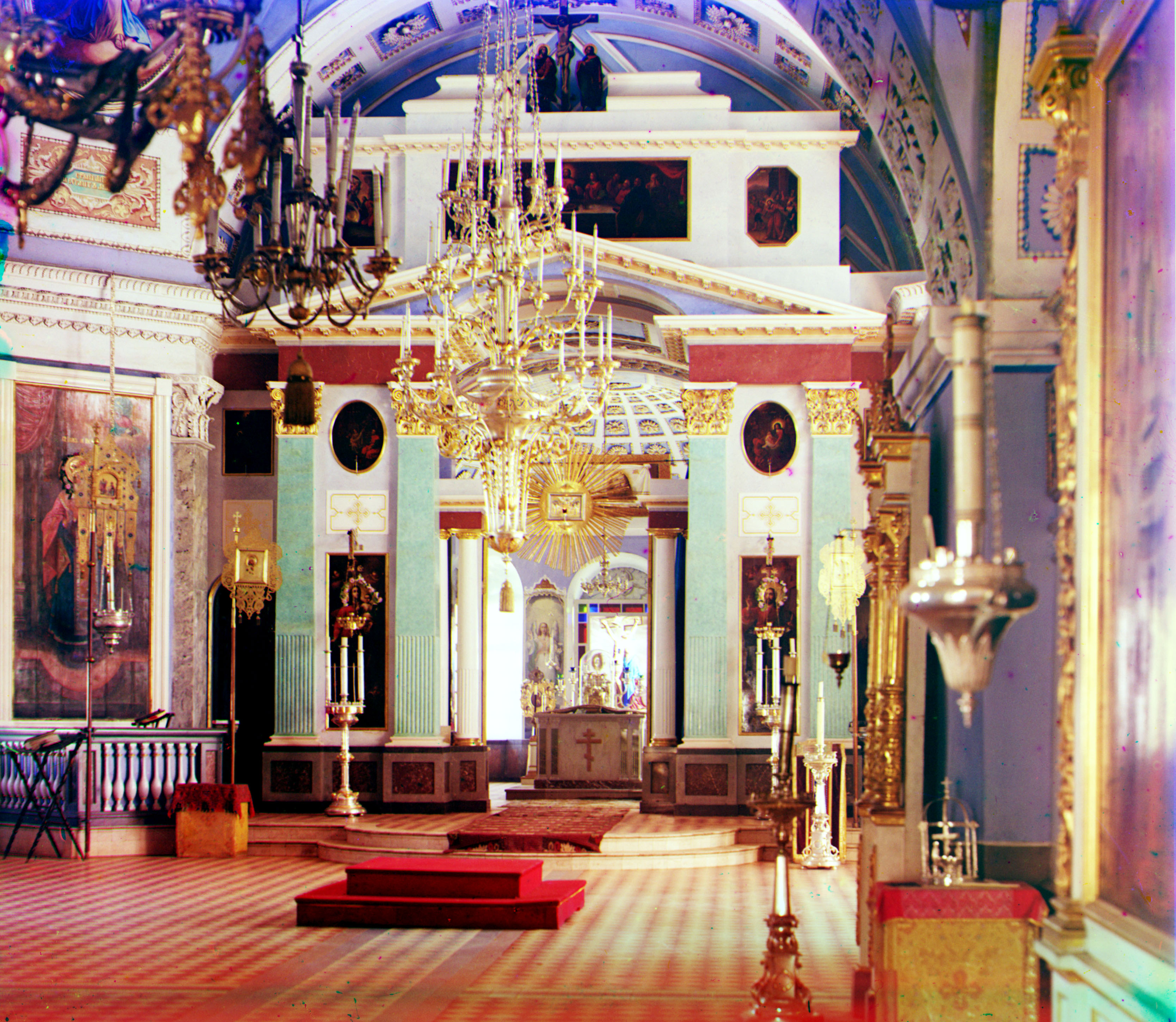
Neoklassiek interieur van het Jakovlevski-klooster in 1913 (Prokoedin-Gorski)

Rostov (Russisch: Ростов, Oudnoords: Rostofa), vaak aangeduid als Rostov Veliki ("Groot-Rostov" of "Rostov de Grote"), is een van de oudste steden in Rusland en een belangrijk toeristencentrum van de zogeheten Gouden Ring. De stad ligt aan de kust van het Neromeer in de oblast Jaroslavl, ca. 200 km ten noordoosten van Moskou aan de Trans-Siberische spoorlijn. Het inwoneraantal bedroeg in 2002 ongeveer 35.300 inwoners.

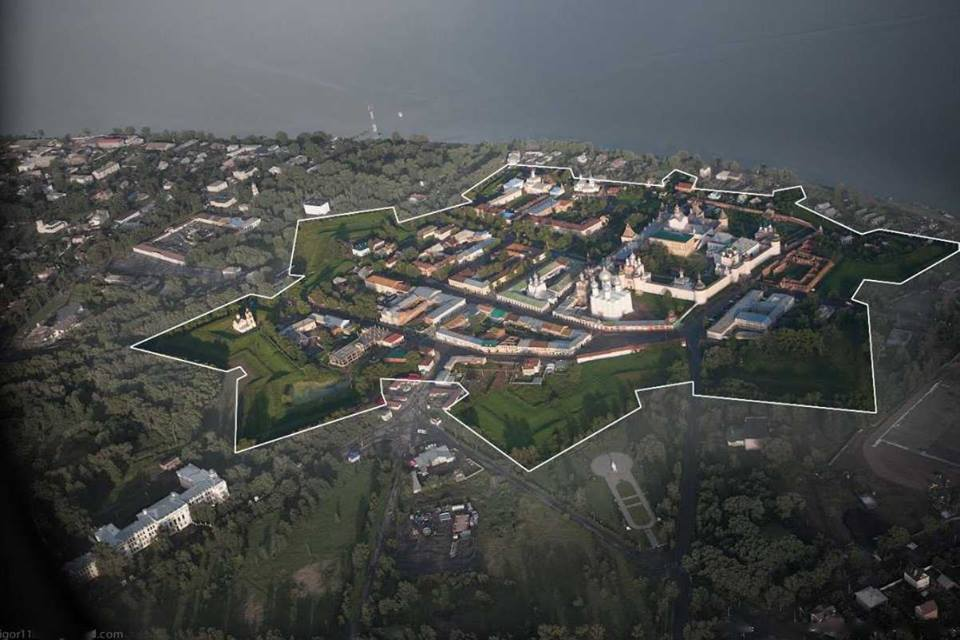
Het Nederlandse fort met daar in het Kremlin van Rostov

De naam Rostov Veliki werd oorspronkelijk gebruikt tussen de 12e en de 17e eeuw, toen Rostov meerdere bloeiperioden doormaakte, maar wordt nu vooral gebruikt in het dagelijks spraakgebruik om de stad te onderscheiden van het in 1749 gestichte Rostov aan de Don, dat nu een veel grotere stad is. Het spoorwegstation van Rostov heet Rostov Jaroslavski, verwijzend naar zijn ligging in de oblast Jaroslavl.

## Geschiedenis
Rostov werd mogelijk voorafgegaan door de gefortificeerde stad Sarskoje gorodisjtsje. Dit zou ofwel de hoofdstad van de Merja of een handelsnederzetting en fort van de Vikingen aan de Wolgahandelsroute zijn geweest. Het is onduidelijk waarom de gunstige locatie waar deze plaats zich bevond werd verruild voor de moerasachtige ondergrond waar Rostov zich bevindt. Rostov wordt voor het eerst genoemd in de Nestorkroniek bij het jaar 6370 "sinds de creatie van de Aarde" (862). Onbekend is hoelang de stad toen al bestond.
Vanaf 1137, onder grootvorst Joeri Dolgoroeki, werd de toevoeging Veliki ("de Grote") ingesteld. In de tweede helft van de 11e eeuw, onder vorst Konstantin van Rostov (1185–1218), groeide Rostov uit tot een belangrijke stad in het noordoosten van het Kievse Rijk.
Iets eerder, in 988, toen de Russen werden bekeerd tot het christendom, kreeg Rostov, dat toen onder leiding van Jaroslav de Wijze stond, een bisschop en een paar jaar later werd het een diocees binnen de orthodoxe Kerk. In de 14e eeuw kregen de bisschoppen van Rostov de titel van aartsbisschop en in de 16e eeuw van metropoliet.
Begin 13e eeuw ontstond het onafhankelijke Vorstendom Rostov, dat later uitgebreid werd met Soezdal tot het Vorstendom Rostov-Soezdal, waarvan Rostov een van de twee hoofdsteden vormde (vanaf 1207 was Rostov alleen hoofdstad). Dit vorstendom groeide al snel uit tot een van de meest invloedrijke politieke centra van de Russische landen. In die tijd kende de stad een ongekende economische en culturele opleving. De stad groeide uit tot een van de grootste steden in het noordoosten van het Russische gebied en had een versterkt gedeelte met wallen en grachten, dat meer dan 100 hectare omvatte. In de stad bevonden zich de zetels van de vorsten en bisschoppen, een grote markt, ruim 15 kerken en verschillende kloosters.
In 1237 volgde echter de Mongoolse invasie van Rusland. In 1238 schaarde de Rostovse vorst Vasili zich bij de legers onder het bevel van grootvorst Joeri II van Vladimir en nam deel aan de strijd tegen de horden van Batu Khan bij de rivier de Sit, die echter uitmondde in een nederlaag en de verwoesting en plundering van veel Russische steden, waaronder Rostov. De weerstand van de stad was echter nog niet gebroken; van tijd tot tijd braken nieuwe opstanden uit tegen de afdracht van schatting aan de Gouden Horde. Een van de grootste was in 1262. Deze werd zwaar onderdrukt maar in 1289, 1294, 1320 en 1382 volgden opnieuw opstanden. De Rostovse troepen namen ook deel aan de Slag op het Snippenveld van 1380, waarbij de Russen onder leiding van Dmitri Donskoj de Mongolen voor het eerst versloegen. In 1408 werd Rostov voor de laatste maal geplunderd door emir Edigü van de Witte Horde.
De stad kwam steeds meer in de invloedssfeer van het vorstendom Moskou te liggen: Begin 14e eeuw kocht Ivan I van Moskou een aantal bezittingen van de Rostovse vorsten en gedurende die eeuw breidde de invloed van Moskou zich steeds verder uit over de Rostovse gebieden, totdat in 1474 het gebied geheel werd ingelijfd bij Moskou.
Onder Ivan de Verschrikkelijke werd Rostov tot onderdeel van de Opritsjnina gemaakt. Hij liet de stad versterken, maar na zijn dood bleken de stedelijke bolwerken begin 17e eeuw niet bestand tegen de Pools-Litouwse invasiemacht, die de stad onder leiding van de tweede Valse Dimitri in 1608 veroverde en verwoestte. Hierbij werd Patriarch Filaret gevangengenomen. Deze was in 1605 in Rostov aangesteld door de eerste Valse Dimitri en zou later in 1619 de patriarch van Moskou en onder leiding van zijn zoon, tsaar Michaël I, de facto leider van Rusland worden.
In de jaren 30, toen de Tijd der Troebelen was beëindigd, werd onder leiding van de Nederlandse militaire ingenieur Jan Cornelius van Rodenburg (door de Russen Jan Kornilov genoemd) gewerkt aan de versterking van de bolwerken rond Rostov. Tussen 1631 en 1646 verrezen vele bolwerken en een fort dat werd omringd met twee massieve aarden wallen; een lage aan buitenzijde en een hoge aan binnenzijde met twee grachten eromheen, geheel volgens de militaire technologische stand van die tijd. Deze Nederlandse fortificatie (Голландская крепость) is nog steeds goed te zien. Bezoekers kunnen over de met gras begroeide wallen lopen. De wallen bieden uitzicht op het Neromeer.
In de tweede helft van de 17e eeuw werd in de loop van 20 jaar op initiatief van metropoliet Jozef Systrovitsj in het stadscentrum een nieuw gebouw voor de zetel van de metropoliet geplaatst, het Kremlin van Rostov met een hof en vele majestueuze kerkelijke gebouwen, woongebouwen en economische gebouwen rondom. Hieromheen werden versterkte muren gebouwd met hoge torens. Bij de Oespenski-kathedraal werd een grote klokkentoren gebouwd, waarin 15 enorme gegoten duizend-poed klokken werden gehangen (de grootste weegt zelfs 2000 poed). In de 16e en 17e eeuw werden vele kloosters in en rondom de stad gebouwd, waarvan vele bewaard zijn gebleven.
Bij de bestuurlijke hervormingen van 1778 werd Rostov tot het centrum van een oejezd gemaakt en werd begonnen met het uitbouwen van de stad volgens een stadsplan. Van het eind van de 18e tot de tweede helft van de 19e eeuw vond in Rostov de Rostovmarkt plaats, waardoor Rostov haar positie als belangrijk economisch centrum binnen het gouvernement Jaroslavl behield. In die tijd ontstond het emailschilderen (finift) in de stad, die wereldberoemd werd.
Aan het einde van de 17e eeuw verloor Rostov haar zetel van het diocees aan Jaroslavl. Een eeuw later waren de kerkelijke gebouwen in een dergelijk deplorabele staat dat begin 19e eeuw stemmen opgingen om het geheel maar te slopen. De lokale onderzoeker A.A. Titov verzette zich hier echter tegen en wist steun te verkrijgen voor een beschermde status voor het complex. Hij stelde ook veel van de Rostovse geschiedenis te boek. In de tweede helft van de 19e eeuw werd vervolgens begonnen met de restauratie van de vele kerkelijke gebouwen en monumenten van het Kremlin van Rostov. In 1883 werd een museum voor kerkantiquiteiten geopend, waar vele bijzondere collecties werden tentoongesteld en hetgeen nu is uitgegroeid tot een belangrijk centrum voor cultuur en onderzoek. Het museum werd in 1995 opgenomen in de lijst van belangrijke objecten van het culturele erfgoed van Rusland.
In de Sovjettijd bleef Rostov een klein slaperig stadje. De kerken en kloosters werden gesloten en vanaf de jaren 30 was het zelfs verboden om de klokken te luiden. In 1970 werd Rostov door het Ministerie van Cultuur opgenomen in de lijst van historische steden van de RSFSR.

## Economie
De economische activiteiten in de stad zijn veelal rond het toerisme opgezet. Er bevinden zich onder andere een aggregatenfabriek, een miniatuurschilderingenbedrijf (waar vooral souvenirs en juwelen worden gemaakt), een vlasspinnerij en een siroopfabriek (ontstaan tussen 1870 en 1890).
Bestuurlijk centrum: Jaroslavl

Danilov · Gavrilov-Jam · Ljoebim · Mysjkin · Oeglitsj · Pereslavl-Zalesski · Posjechonje · Rostov · Rybinsk · Toetajev
Aleksandrov · Bogoljoebovo · Gorochovets · Goes-Chroestalny · Ivanovo · Jaroslavl · Joerjev-Polski · Kaljazin · Kideksja · Kostroma · Moerom · Moskou · Oeglitsj · Palech · Pereslavl-Zalesski · Pljos · Rostov · Rybinsk · Sergiev Posad · Soezdal · Toetajev · Vladimir